# Биткин, Борис Александрович
Борис Александрович Биткин (28 мая 1903, Самара — 2 августа 1975, Новосибирск) — советский архитектор, член Союза архитекторов СССР, председатель правления Новосибирского областного отделения Союза архитекторов СССР (1946—1947).

## Биография
Родился в 1903 году в Самаре.
Окончил Ленинградский институт гражданских инженеров (1927).
Работал в организации Запсибпроект.
С 1931 по 1933 год принимал участие в проектировании жилого комбината «Кузбассуголь».
В 1932—1941 годах вместе с группой новосибирских архитекторов занимался разработкой архитектурного оформления вокзала Новосибирск-Главный.
Был одним из основателей Новосибирского творческого сообщества архитекторов (позднее — Новосибирская организация Союза Архитекторов).
Умер в Новосибирске, похоронен на Заельцовском кладбище (кв. 66).